# Cal Gusart
Cal Gusart és una masia de Navars (Bages) inclosa a l'Inventari del Patrimoni Arquitectònic de Catalunya.

## Descripció
Edifici civil. Masia orientada al sud. Tipus II de la classificació de J. Danés amb elevació de la part central. Masia de dues plantes amb construccions annexes que fan un pati d'entrada. Ampliacions que afectaren a la façana: es formà un arc de mig punt a la façana i un pati al primer pis. Porta adovellada. Material de construcció = pedra. Sota l'arc de mig punt hi ha una premsadora de raïm. Estat ruïnós.

## Història
Cal gusart surt ja al fogatge de 1553. Sobre un finestral hi ha la data de 1707. Hi ha inscripcions jeroglífiques sobre varis finestrals.